# Vyšehradské sedlo
Vyšehradské sedlo (579  m n.p.m.) – przełęcz w głównym grzbiecie gór Żar.
Znajduje się między szczytem Vyšehrad (829 m n.p.m.) i Páleným vrchem (724 m n.p.m.). Oddziela dwie geomorfologiczne podgrupy, Sokol na północy i Vyšehrad na południu.

## Dojście
Przez przełęcz przechodzi ważne drogowe połączenie Górnej Nitry z Turcem, droga nr 519 z Nitranskiego Pravna do Jasenova. Także przechodzi nią oznaczony na   czerwono turystyczny Szlak Bohaterów SNP (część szlaku E8) z Vríckiego sedla na górę Vyšehrad (829 m n.p.m.). 
Z przełęczy prowadzi szlak edukacyjny do stanowiska archeologicznego Vyšehrad.